# Sciurus niger
Sciurus niger (вивірка східна) — вид ссавців, гризунів родини Вивіркових (Sciuridae). Етимологія: лат. niger стосується чорного забарвлення типового зразка.

## Поширення
Цей вид є рідним у східній частині США і в дуже обмежених областях прилеглих Канади і Мексики. Цей вид віддає перевагу відкритим рідколіссям, з розкиданими деревами і відкритим підліском.
В Європейському Союзі включено до списку чужорідних інвазійних видів.

## Підвиди
Нараховується 10 підвидів:
S. n. niger (Linnaeus, 1758);
S. n. avicinnia (A H. Howell, 1919);
S. n. bachmani (Lowery and Davis, 1942);
S. n. cinereus (Linnaeus, 1758);
S. n. limitis (Baird, 1855);
S. n. ludovicianus (Custis, 1806);
S. n. rufiventer (E. Geoffroy, 1803);
S. n. shermani (Moore, 1956);
S. n. subauratus (Bachman, 1839);
S. n. vulpinus (Gmelin, 1788)

## Морфологія
Морфометрія. Загальна довжина: 454—698, хвіст довжиною 200—330, задні ступні довжиною 51—82, маса тіла: 507—1361.
Опис. Тварина середніх розмірів, статевий диморфізм в розмірах чи кольорі відсутній. Хутро спини різнобарвне, від сивувато-бурого до оранжевого. Низ може бути від білого до корицевого, але зазвичай рудий. Зубна формула: I 1/1, C 0/0, P 1/1, M 3/3 = 20. Має вісім молочних залоз: чотири грудні, дві черевні, дві пахові. Наявність десяти молочних залоз також було зареєстровано.
Розрізнення. У S. niger відсутній верхній P3, на відміну від симпатричних родичів, Sciurus aberti, Sciurus carolinensis, Sciurus griseus і екзотичного Sciurus aureogaster у Флориді. Де симпатричний з S. aberti, S. niger не має пучків волосся на вухах і шерсть спини не сіра. S. carolinensis, єдиний вид, з яким географічне перекриття помітне, як правило, на 20% менший за розміром і покривне волосся має білі кінчики, а не руді. Тим не менш, S. niger зі східної частини Сполучених Штатів може мати білі кінчики покривного волосся, але більший розмір залишається очевидним. На відміну від S. griseus, введений S. niger не має сірої спини.

## Генетика
S. n. rufiventer має 2n=40 хромосом, FN=76 (див. каріотип). Х-хромосома є субметацентрична, Y-хромосома є акроцентрична. Аутосом 14 метацентричних і 24 субметацентричних.

## Загрози та охорона
Серйозних загроз немає. Мешкає на багатьох природоохоронних територіях.